# Lưu Tiểu Minh
Lưu Tiểu Minh (tiếng Trung giản thể: 刘小明, bính âm Hán ngữ: Liú Xiǎomíng, sinh tháng 9 năm 1964, người Hán) là chuyên gia giao thông, chính trị gia nước Cộng hòa Nhân dân Trung Hoa. Ông là Ủy viên Ủy ban Trung ương Đảng Cộng sản Trung Quốc khóa XX, hiện là Phó Bí thư Tỉnh ủy, Tỉnh trưởng Hải Nam. Ông từng là Phó Bí thư chuyên chức Khu ủy Quảng Tây; Phó Bộ trưởng Bộ Giao thông Vận tải Trung Quốc.
Lưu Tiểu Minh là đảng viên Đảng Cộng sản Trung Quốc, học vị Tiến sĩ Kỹ thuật, học hàm Giáo sư, Tiến sĩ Sinh đạo sư ngành kỹ thuật giao thông. Ông có nhiều năm giảng dạy đại học, sau đại học rồi chuyển sang chính trường, đều hoạt động trong lĩnh vực giao thông vận tải của Trung Quốc.

## Xuất thân và giáo dục
Lưu Tiểu Minh sinh tháng 9 năm 1964 tại huyện Dương Trung, nay là thành phố cấp huyện Dương Trung thuộc địa cấp thị Trấn Giang, tỉnh Giang Tô, Cộng hòa Nhân dân Trung Hoa. Ông lớn lên và tốt nghiệp cao trung ở Dương Trung, thi đỗ cao khảo Đại học Đông Nam, tới thủ phủ Nam Kinh nhập học hệ Kỹ thuật xây dựng dân dụng và tốt nghiệp Cử nhân chuyên ngành Công trình giao thông vào tháng 7 năm 1985. Ông cũng được kết nạp Đảng Cộng sản Trung Quốc tại trường Đông Nam khi còn là sinh viên. Sau khi tốt nghiệp, ông tiếp tục theo học và là nghiên cứu sinh sau đại học ở hệ Kỹ thuật xây dựng dân dụng Đại học Công nghệ Bắc Kinh, nhận bằng Thạc sĩ Kỹ thuật giao thông vận tải vào năm 1988. Trong thời kỳ tiếp theo ở trường Bắc Công Đại, ông tiếp tục tham gia nghiên cứu khoa học kỹ thuật và trở thành Tiến sĩ Kỹ thuật ở đây.

## Sự nghiệp

### Giáo dục
Năm 1988, sau khi nhận bằng thạc sĩ ở Bắc Công Đại, Lưu Tiểu Minh được trường giữ lại làm trợ giảng ở Hệ Kỹ thuật xây dựng dân dụng, bắt đầu sự nghiệp của mình ở đây. Sang năm 1990, ông là giảng viên chính thức, được phong hàm Phó Giáo sư vào năm 1992, chuyển sang công tác ở Bộ Nghiên cứu sinh của trường làm Phó Chủ nhiệm từ năm 1993. Năm 1997, ông được phong hàm Giáo sư, là Tiến sĩ Sinh đạo sư hướng dẫn nghiên cứu khoa học, nghiên cứu sinh tiến sĩ, và đồng thời là Trợ lý Hiệu trưởng rồi Phó Hiệu trưởng Đại học Công nghệ Bắc Kinh từ năm 2000. Trong những năm này, ông cũng kiêm nhiệm là Chủ nhiệm Bộ Nghiên cứu sinh trường, Chủ nhiệm Văn phòng 211 Bắc Công Đại, tham gia vào dự án 211, một dự án tập trung phát triển hệ thống giáo dục đại học của Trung Quốc.

### Chính trường
Tháng 3 năm 2003, sau 15 công tác ngành giáo dục, Lưu Tiểu Minh được điều tới Chính phủ Nhân dân thành phố Bắc Kinh, bổ nhiệm làm Phó Chủ nhiệm Ủy ban Giao thông Bắc Kinh, là Thành viên Đảng tổ, Phó Bí thư Đảng tổ rồi thăng chức làm Bí thư Đảng tổ, Chủ nhiệm Ủy ban này từ tháng 2 năm 2008. Ở thủ đô, ông cũng đóng vai trò là cố vấn giao thông của Chính phủ Bắc Kinh, của Ủy ban Quy hoạch và Xây dựng thủ đô, Thành viên của Ủy ban Chuyên gia về hệ thống giao thông thông minh quốc gia. Tháng 3 năm 2014, ông được điều lên trung ương, là Thành viên Đảng tổ Bộ Giao thông Vận tải kiêm Ty trưởng Ty Vận tải rồi Ty trưởng Ty Dịch vụ vận chuyển khi đơn vị này đươc thành lập mới. Đến tháng 7 năm 2016, ông được bổ nhiệm làm Phó Bộ trưởng Bộ Giao thông Vận tải. Về mặt xã hội trong lĩnh vực giao thông, ông là Phó Chủ tịch Hiệp hội Kỹ thuật giao thông Quốc gia, Đồng sự thường vụ kiêm Phó Chủ nhiệm Ủy ban Học thuật của Hiệp hội An toàn giao thông Trung Quốc, Phó Chủ tịch Ủy ban Học thuật Quy hoạch giao thông thành thị Trung Quốc.
Tháng 3 năm 2021, Lưu Tiểu Minh được điều về Khu tự trị dân tộc Tráng Quảng Tây, chỉ định vào Ủy ban Thường vụ Khu ủy, nhậm chức Phó Bí thư chuyên chức Khu ủy Quảng Tây. Cuối năm 2022, ông tham gia Đại hội Đảng Cộng sản Trung Quốc lần thứ XX từ đoàn đại biểu Quảng Tây. Trong quá trình bầu cử tại đại hội, ông được bầu là Ủy viên Ủy ban Trung ương Đảng Cộng sản Trung Quốc khóa XX. Tháng 4 năm 2023, Lưu Tiểu Minh được điều tới tỉnh Hải Nam, chỉ định vào Ủy ban Thường vụ Tỉnh ủy, nhậm chức Phó Bí thư Tỉnh ủy Hải Nam, sau đó, ngày 2 tháng 4 thì ông được bầu làm Tỉnh trưởng Hải Nam, kế nhiệm Bí thư Tỉnh ủy Phùng Phi.